# Apanteles meratus
Apanteles meratus är en stekelart som beskrevs av Kotenko 1981. Apanteles meratus ingår i släktet Apanteles och familjen bracksteklar. Inga underarter finns listade i Catalogue of Life.